# ボブ・バックランド
ボブ・バックランド（Bob Backlund、本名：Robert Louis Backlund、1949年8月14日 - ）は、アメリカ合衆国のプロレスラー。ミネソタ州プリンストン出身。
1978年から1983年にかけて、WWFヘビー級王者として活躍。日本では「ニューヨークの帝王」「超新星」などのニックネームで呼ばれた。

## 来歴
ノースダコタ大学在学時の1971年、NCAAのレスリング選手権で優勝。卒業後、ミネアポリスにてエディ・シャーキーのトレーニングを受け、1973年にNWAのトライステート地区でデビュー。翌1974年3月、テキサス州アマリロに転じ、地区デビューから1週間後の3月9日にカール・フォン・スタイガーからNWAウエスタン・ステーツ・ヘビー級王座を奪取する。アマリロではジャンボ鶴田やスタン・ハンセンと邂逅し、3人は同じ車で移動していたという。同年7月、アマリロとの提携ルートで全日本プロレスに初来日。外国人選手はミル・マスカラスをエース格に、シューターとして知られるダニー・ホッジとボブ・ループも同時参加していた。
以降もNWAの主要テリトリーを転戦し、1975年10月にはジム・バーネットの主宰するジョージア・チャンピオンシップ・レスリングにて、ジェリー・ブリスコと組んでトール・タナカ&ミスター・フジからジョージア・タッグ王座を奪取。1976年4月23日にはNWAの総本山ミズーリ州セントルイスにて、ハーリー・レイスを下しミズーリ・ヘビー級王座を獲得。以降、ロード・アルフレッド・ヘイズ、ロジャー・カービー、キラー・カール・クラップ、オックス・ベーカー、前王者レイスらの挑戦を退け、11月26日にジャック・ブリスコに敗れるまで、NWA世界王者への登竜門とされた同王座を保持した（戴冠中の10月8日には、キール・オーディトリアムにてテリー・ファンクのNWA世界ヘビー級王座に挑戦している）。
その後フロリダ地区やAWAを経て、1976年12月7日のテレビマッチよりWWWF（後のWWF、現在のWWE）に参戦。東部地区での知名度は高くなかったものの、クリーンなイメージの漂うアスリート・タイプのバックランドは、かつてのブルーノ・サンマルチノ時代との差別化を図る上で絶好の選手だった。また、ビンス・マクマホン・シニアはサンマルチノやペドロ・モラレスを王者としていた頃のような、イタリア系やプエルトリコ系といったエスニック・グループの観客への依拠から脱したいと考えており、出自を問わない「オール・アメリカン・ボーイ（The All-American Boy）」として、アメリカ人全体の支持を集めるべくバックランドはプロデュースされた。1978年2月20日、ニューヨークのマディソン・スクエア・ガーデンにてスーパースター・ビリー・グラハムを破り、WWWFヘビー級王座を獲得。以降、翌年にWWWFが団体名をWWFに変更し、タイトルもWWFヘビー級王座と改称されてからも、ニューヨークの若き帝王として幾多のチャレンジャーを迎え撃った。

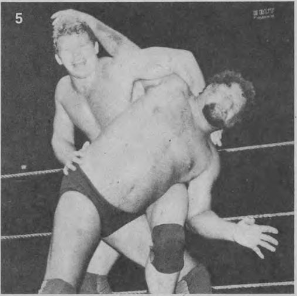
対ハーリー・レイス戦（1980年）

WWF王者時代には、AWA世界王者ニック・ボックウィンクル（1979年3月25日、トロント）、NWA世界王者ハーリー・レイス（1980年9月22日、ニューヨーク / 同年11月7日、セントルイス）、NWA世界王者リック・フレアー（1982年7月4日、アトランタ）との王座統一戦も行っている（いずれも引き分けまたは反則裁定により、王座は移動せず）。1980年8月9日にシェイ・スタジアムで開催された『ショーダウン・アット・シェイ』ではペドロ・モラレスと組んでワイルド・サモアンズを破り、WWFタッグ王座も獲得している。
WWFと提携していた新日本プロレスには1978年5月に初参戦。以降もWWF王者として来日し、たびたび防衛戦を行っている。1979年11月30日に徳島市立体育館でアントニオ猪木に敗れ一時王座を失っているが、1週間後の12月6日、蔵前国技館で行われたリターンマッチの内容（タイガー・ジェット・シンの乱入による無効試合裁定）を不満として猪木が王座を返上。12月17日、マディソン・スクエア・ガーデンにてバックランドとボビー・ダンカンとの間で王者決定戦が行われ、これに勝利したバックランドが再びWWFヘビー級王座に返り咲いた（猪木の王座獲得は、現在のWWEの公式記録には残されていない。バックランド対ダンカン戦も現地では王者バックランドの防衛戦として扱われている）。

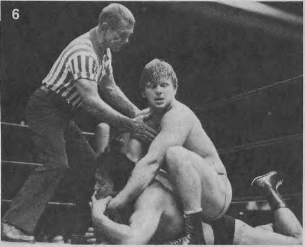
対アントニオ猪木戦（1979年）

1980年5月の新日本『第3回MSGシリーズ』への特別参加では、同月27日に大阪府立体育館にてダスティ・ローデスを相手にWWF王座を防衛。同年の12月には猪木とのコンビで『第1回MSGタッグ・リーグ戦』に出場、決勝でスタン・ハンセン&ハルク・ホーガンを破り優勝を果たした。このリーグ戦にはアンドレ・ザ・ジャイアントも参加しており（パートナーはザ・ハングマン）、5月のローデス戦に続き、アメリカでは見られないベビーフェイスのトップ同士の対戦がタッグマッチながら実現している。

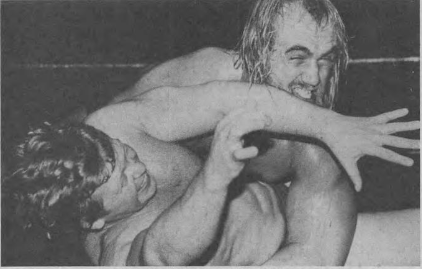
対ハルク・ホーガン戦（1980年）

その後、WWFはビンス・マクマホン・ジュニアの新体制下となり、各地の有力選手を次々と引き抜き全米侵攻を開始するが、派手さに欠けるバックランドは全米制覇のトップには不適格と判断され、次期王者にはハルク・ホーガンを据えることが決まり、1983年12月26日、アイアン・シークに敗れ王座転落。5年10か月間に渡って君臨していた「ニューヨークの帝王」の座を降りることになった。
王座陥落後もしばらくWWFに残留し、ホーガン、アンドレ、サージェント・スローターらと共に、ベビーフェイス陣営の主力として全米サーキットに合流。ロディ・パイパー、ポール・オーンドーフ、デビッド・シュルツなどニューカマーのヒールとも対戦したが、1984年7月にWWFを離脱し、AWAのバーン・ガニアやNWAのジム・クロケット・ジュニアらが共同で立ち上げたWWFの対抗勢力 "Pro Wrestling USA" に参加した。1985年は2月22日にセントポール、4月18日にワシントンD.C.にて、リック・マーテルのAWA世界ヘビー級王座に挑戦している。
1986年よりアメリカでは一時セミリタイア状態となるも、日本には1988年から1991年にかけて第2次UWFやUWFインターナショナルに参戦しており、高田延彦とのシングルマッチも3回行われた。
1992年末、WWFに復帰。当初は王者時代と同じくベビーフェイスとして活躍し、1993年のロイヤルランブルでは60分以上も闘い抜いたが、1994年に突如ヒールターンを決行。敬称を冠した「ミスター・ボブ・バックランド（Mr. Bob Backlund）」を正式なリングネームにして自分への敬意をファンに強要するなど、後のカート・アングルとウィリアム・リーガルを足して割ったような嫌味で口うるさい紳士ギミックへのキャラクターチェンジを果たした。荒廃したアメリカ文化の矯正を図るべく、アングルとして大統領選挙への出馬を表明したこともある。
1994年11月23日、ブレット・ハートを破り11年ぶりにWWF王者に返り咲く。しかし11月26日のMSGにおけるハウス・ショーでディーゼルにわずか8秒で敗れ、文字通りの三日天下に終わった。その間、同年8月には当時WWFと提携していたWARにも参戦、イワン・プトスキーの息子スコット・プトスキーとザ・ウォーロードをパートナーに、冬木軍（冬木弘道、邪道&外道）を破り世界6人タッグ王座を獲得した。
1995年はブレット・ハートと抗争を繰り広げ、4月2日のレッスルマニアXIではロディ・パイパーを特別レフェリーに迎えてのアイ・クイット・マッチが行われている。7月にはWARに再来日し、同月7日の両国国技館大会ではミル・マスカラス&ジミー・スヌーカと組んで6人タッグマッチに出場。同年下期から1996年にかけては、プレイング・マネージャーとしてディーン・ダグラスやザ・サルタンのセコンドも務めた。
WWF離脱後、1998年と1999年にはバトラーツに来日。2001年には新日本プロレスへの16年ぶりの参戦が実現、10月8日の東京ドーム大会において、かつてのライバル藤波辰爾と組んでザ・ファンクスと対戦した。

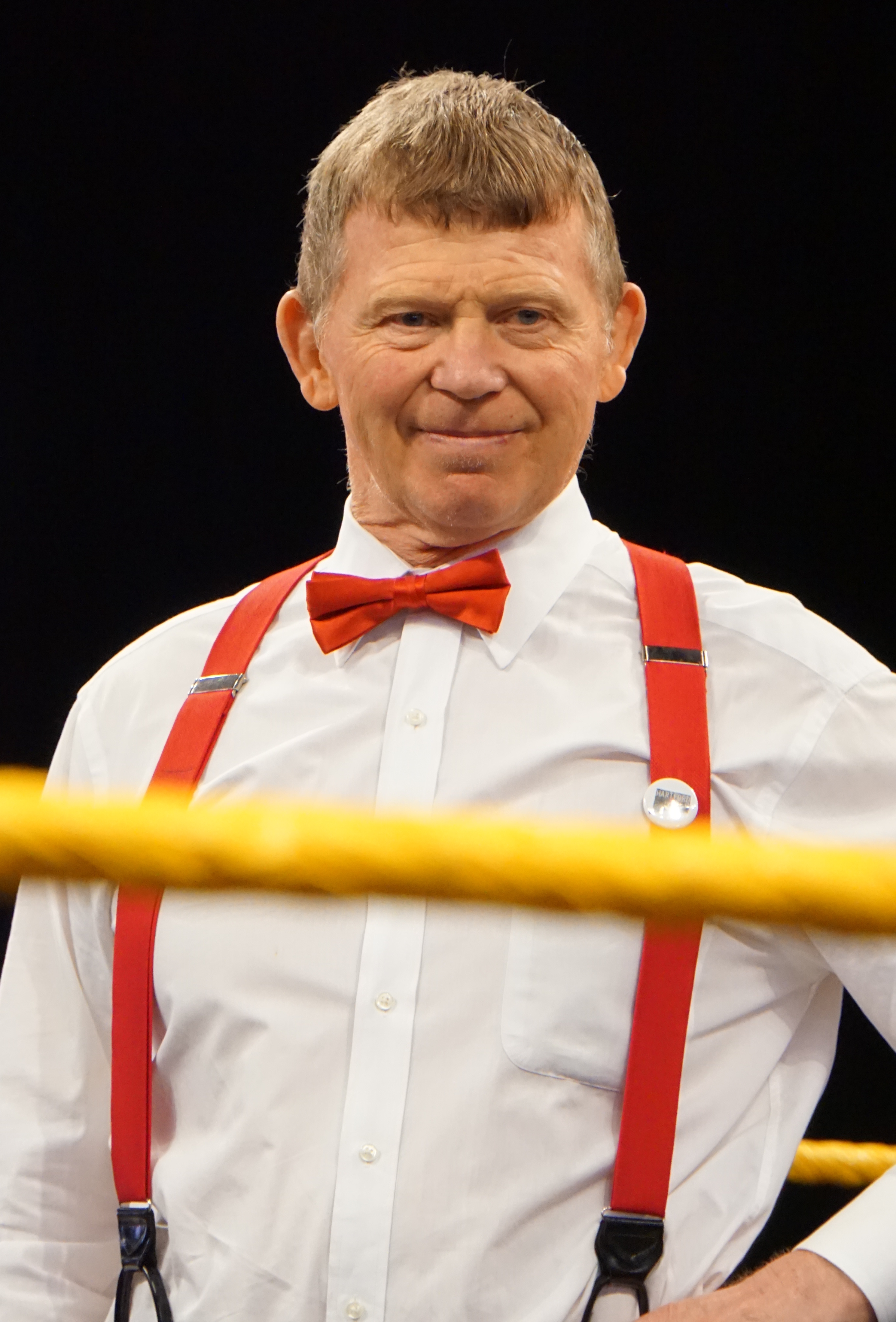
引退後（2015年）

引退後はコネチカット州で建設資材を扱う会社を経営。2007年上期はTNAに登場してアレックス・シェリーとの対立アングルが組まれたが、同年12月10日にはWWEの "RAW 15th Anniversary" でのスペシャル・バトルロイヤルに出場した。以降も時折WWEの番組に姿を見せ、2012年7月9日のRAWでは久々にリングに上がり、ヒース・スレイターを十八番のチキンウィングフェイスロックでタップアウトさせている。
2013年4月、WWE殿堂に迎えられた。2016年7月からは、バックランドを師と仰ぐダレン・ヤングのマネージャーを担当。2018年4月には、ドラディションの『DRADITION 2018 BACK TO THE NEW YORK TOUR』に参戦した。

## 人物
- レスリングの技術は高く、マークス（腕自慢の素人を抑え込む役）ができることでプロモーターから信頼されていた[8]。
- スタン・ハンセン曰く、非常に純朴で愛すべき人物とのこと。グリーンボーイ時代にローカルタイトルを奪取した際、「そのベルトを獲得した者は肌身離さず装備しなければならない」という先輩レスラーの冗談を真に受けて、ベルトを腰に巻いたままレストランで食事をしていたという[8]。
- その人柄については、WWFではヒールのマネージャーとして敵対関係にあったフレッド・ブラッシーも自著で触れており、「酒もドラッグもやらず、レスリングと家族を愛する、この業界にはもったいないくらいの素晴らしい男」などと評している[43]。
- 練習熱心なことでも定評があり、ダイナマイト・キッドは「ステロイドには一度も手を出さず、一生懸命トレーニングに励んでいた。ホテルの中でさえも、朝になるとボブが階段を上り下りしている姿が見受けられた」などと自著で記している[44]。

## 得意技
- チキンウィングフェイスロック
- アトミック・ドロップ
- ジャーマン・スープレックス
- ジャンピング・パイルドライバー

## 獲得タイトル

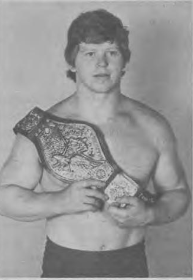
WWWFヘビー級王者時代（1970年代）

NWAウエスタン・ステーツ・スポーツ
- NWAウエスタン・ステーツ・ヘビー級王座：2回[7]

セントルイス・レスリング・クラブ
- NWAミズーリ・ヘビー級王座：1回[11]

ジョージア・チャンピオンシップ・レスリング
- NWAジョージア・タッグ王座：1回（w / ジェリー・ブリスコ）[10]

チャンピオンシップ・レスリング・フロム・フロリダ
- NWAフロリダ・タッグ王座：1回（w / スティーブ・カーン）[45]

WWWF / WWF / WWE
- WWWFヘビー級王座 / WWFヘビー級王座 / WWF世界ヘビー級王座：2回（通算3回）[15]
- WWFタッグ王座：1回（w / ペドロ・モラレス）[21]
- WWE殿堂：2013年度[2]

新日本プロレス
- MSGタッグ・リーグ戦優勝：1回（w / アントニオ猪木）[26]

WAR
- WAR世界6人タッグ王座：1回（w / スコット・プトスキー（英語版）&ザ・ウォーロード）[34]

## WWF王者時代の主な挑戦者

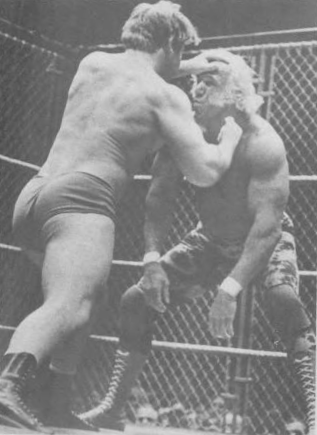
対スーパースター・ビリー・グラハム戦（1978年）

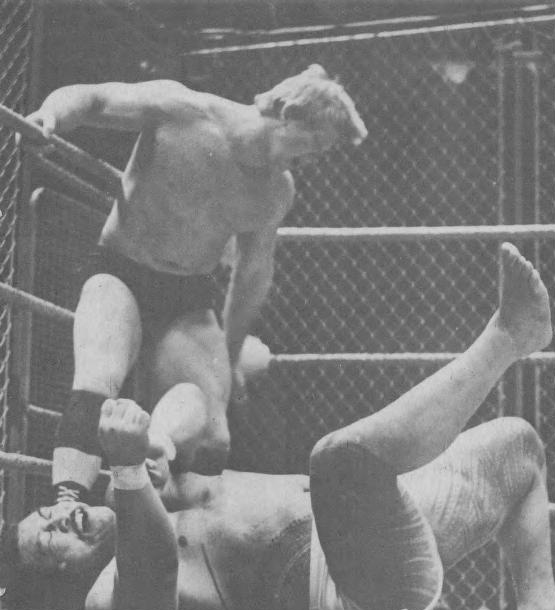
対ピーター・メイビア戦（1979年）

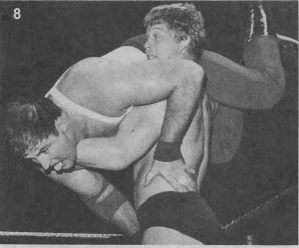
対サージェント・スローター戦（1980年）

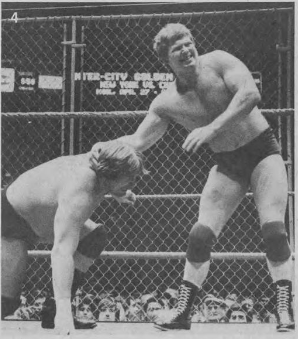
対スタン・ハンセン戦（1981年）

王座統一戦（ダブル・タイトルマッチ）での対戦相手やWWF圏以外の他地区遠征時の挑戦者も含む。
- スーパースター・ビリー・グラハム
- ニック・ボックウィンクル
- ハーリー・レイス
- リック・フレアー
- パット・パターソン
- アーニー・ラッド
- イワン・コロフ
- ピーター・メイビア
- スパイロス・アリオン
- プロフェッサー・トール・タナカ
- ミスター・フジ
- ブルドッグ・ブラワー
- ジョージ・スティール
- ケン・パテラ
- ボビー・ダンカン
- ダスティ・ローデス
- ザ・シーク
- バロン・フォン・ラシク
- ニコライ・ボルコフ
- アントニオ猪木
- ムース・モロウスキー
- ブッチャー・ブラニガン
- ジミー・バリアント
- ジョニー・バリアント
- ジェリー・バリアント
- ラリー・ズビスコ
- ビクター・リベラ
- スウェード・ハンセン
- ザ・デストロイヤー
- ロン・スター
- ディック・マードック
- キラー・トーア・カマタ
- アファ・アノアイ
- シカ・アノアイ
- ボブ・スウィータン
- グレッグ・バレンタイン
- スタン・ハンセン
- ハルク・ホーガン
- ムーンドッグ・キング
- ムーンドッグ・レックス
- キングコング・モスカ
- マグニフィセント・ムラコ
- キラー・カーン
- サージェント・スローター
- ザ・ハングマン
- 藤波辰巳
- ジェシー・ベンチュラ
- アドリアン・アドニス
- ミスター・サイトー
- ブラックジャック・マリガン
- ジミー・スヌーカ
- カウボーイ・ボブ・オートン
- プレイボーイ・バディ・ローズ
- レイ・スティーブンス
- ビッグ・ジョン・スタッド
- アイアン・マイク・シャープ
- キング・トンガ
- ロン・バス
- マスクド・スーパースター
- アイアン・シーク